# 三重県道659号上稲葉羽野線
三重県道659号上稲葉羽野線（みえけんどう659ごう かみいなばはのせん）は、三重県津市を通る一般県道である。

## 概要
津市稲葉町から津市戸木町に至る。

### 路線データ
- 起点：津市稲葉町（三重県道28号亀山白山線交点）
- 終点：津市戸木町（羽野交差点、国道165号交点）
- 総延長：5,059 m

## 歴史
- 1959年（昭和34年）1月25日 - 路線認定[1]。

## 路線状況

### 通過するバス路線
津市稲葉町内の一部区間（三重県道659号起点 - 下稲葉バス停留所付近）を以下の路線バスが通過する。
- 三重交通16系統榊原線（三重交通中勢営業所管内）

### 交通量
平日12時間交通量
| 地点           | 交通量  |
| -------------- | ------- |
| 津市稲葉町北出 | 5,559台 |

## 地理

### 通過する自治体
- 三重県

- 津市

### 交差する道路
| 交差する道路           | 交差する場所 | 交差する場所      |
| ---------------------- | ------------ | ----------------- |
| 三重県道28号亀山白山線 | 稲葉町       | 起点              |
| 国道165号              | 戸木町       | 羽野交差点 / 終点 |

### 沿線
- 稲葉公民館
- 富士OGMエクセレントクラブ伊勢大鷲コース
- 長野川
- 大信運輸倉庫株式会社三重営業所
- Lively City 森音の郷
- 森工業団地
  - おやつカンパニー久居工場
  - 三重ダイケン久居工場
- 三重県農協総合研修所（JA三重研修所）